# Nauvoo (Alabama)
Nauvoo è un comune degli Stati Uniti d'America situato nelle contee di Walker, Winston dello Stato dell'Alabama.